# Julie Paštiková
Julie Paštiková (* 31. Mai 2008) ist eine tschechische Tennisspielerin.

## Karriere
Paštiková spielte bisher überwiegend Junioren- und ITF-Turniere. Sie gewann auf der ITF Women’s World Tennis Tour bislang aber noch keinen Titel.
2023 startete sie im Juli mit ihrer Partnerin Izabela Heinzová beim mit 60.000 US-Dollar dotierten ITF-Turnier ITS Cup Olomouc Open, wo die beiden aber bereits in der ersten Runde gegen Magdaléna Smékalová und Tereza Valentová mit 1:6 und 1:6 verloren. Die Woche darauf startete sie beim Europäischen Olympischen Sommer-Jugendfestival die Goldmedaille im Einzel und zusammen mit Tereza Krejčová die Bronzemedaille im Doppel gewann. Im August erhielt sie zusammen mit Partnerin Tereza Krejčová eine Wildcard für die Teilnahme am Damendoppel des mit 60.000 US-Dollar dotierten Zubr Cup, wo die beiden nur knapp ihre Erstrundenpartie gegen Karolina Kozakova und Kristýna Tomajková mit 0:6, 7:5 und [6:10] verloren. Im September erhielt sie bei den mit 60.000 US-Dollar dotierten Kuchyně Gorenje Prague Open eine Wildcard für das Hauptfeld im Einzel, wo sie mit einem 3:6, 6:2 und 6:1-Sieg über Amélie Šmejkalová die zweite Runde erreichte, dort aber dann gegen Berfu Cengiz mit 6:3, 3:6 und 5:7 verlor. Im Doppel erhielt sie mit Partnerin Tereza Krejčová ebenfalls eine Wildcard, die beiden verloren aber ihr Auftaktmatch gegen Sopia Schapatawa und Emily Webley-Smith mit 6:2, 5:7 und [9:11].
2024 startete sie bei den Australian Open, wo sie im Juniorinneneinzel mit einem 6:0 und 6:4 Sieg über Carolina Bohrer Martins die zweite Runde erreichte, dort aber gegen Tyra Caterina Grant mit 6:3, 2:6 und 3:6 verlor. Im Juniorinnendoppel erreichte sie zusammen mit Julia Stusek das Finale, das die beiden gegen Tyra Caterina Grant und Iva Jovic mit 3:6 und 1:6 verloren. Bei den French Open verlor sie im Juniorinneneinzel in der ersten Runde gegen Rose Marie Nijkamp mit 3:6 und 3:6. Im Juniorinnendoppel erreichte sie mit Julia Stusek das Viertelfinale. Die darauffolgende Woche erreichte sie mit einer Wildcard bei den mit 60.000 US-Dollar dotierten Olomouc Open das Halbfinale im Dameneinzel, wo sie mit 6:4, 2:6 und 0:6 Jang Su-jeong unterlag. Im Doppel verlor sie an der Seite von Magdaléna Smékalová bereits in der ersten Runde. In Wimbledon verlor sie im Juniorinnendoppel in der ersten Runde gegen die an Position sechs gesetzte Iva Jovic mit 1:6 und 5:7. Im Juniorinnendoppel erreichte sie mit Julia Stusek das Halbfinale.

## Turniersiege

### Doppel
| Nr. | Datum           | Turnier           | Kategorie | Belag | Partnerin       | Finalgegnerinnen          | Ergebnis |
| --- | --------------- | ----------------- | --------- | ----- | --------------- | ------------------------- | -------- |
| 1.  | 10. August 2024 | Slovenske Konjice | ITF W15   | Sand  | Alena Kovačková | Petja Drame Tara Gorinšek | 6:2, 6:3 |